# سیارک ۷۲۸۰
سیارک ۷۲۸۰ (به انگلیسی: 7280 Bergengruen، نامگذاری:1988RA3) هفت هزار و دویست و هشتادمین سیارک کشف شده‌است که در ۸ سپتامبر ۱۹۸۸ کشف شد.
قدر مطلق سیارک برابر ۱۴٫۶۰ است.